# Valentigney
Valentigney ist eine französische Gemeinde mit 10.624 Einwohnern (Stand: 1. Januar 2022) im Département Doubs in der Region Bourgogne-Franche-Comté. Sie gehört zum Kanton Valentigney im Arrondissement Montbéliard. Valentigney ist heute die drittgrößte Stadt der Agglomeration Montbéliard.

## Geographie
Valentigney liegt auf 325 m, etwa sechs Kilometer südöstlich der Stadt Montbéliard (Luftlinie). Die Stadt erstreckt sich südlich des Beckens von Montbéliard, am linken Ufer des Doubs, der hier in einem weiten Bogen um die Höhen des Bois de Voujeaucourt fließt, am Nordrand der Ausläufer des Juras.
Die Fläche des 9,74 km² großen Gemeindegebiets umfasst einen Abschnitt des Doubstals am Jurarand. Der Doubs beschreibt hier einen großen Bogen um die bewaldete Hochfläche des Bois de Voujeaucourt und erreicht nördlich der Stadt das Becken von Montbéliard. Er bildet im Süden, im Osten (mit Ausnahme eines kurzen Streckenteils) und im Norden die Gemeindegrenze. Die flache Talebene weist im Allgemeinen eine Breite von 1 bis 1,5 Kilometer auf und liegt durchschnittlich auf 325 m. 
Vom Flusslauf erstreckt sich das Gemeindeareal westwärts über die weite Talniederung und einen relativ steilen Hang bis auf das angrenzende Hochplateau mit den Höhen von Mont Roussot (402 m) und Bois du Fouré (425 m). Diese Hochfläche setzt sich nach Westen im Bois de Voujeaucourt fort (370 bis 400 m). Im Süden des Doubsbogens befindet sich die Anhöhe des Bois du Vernois (367 m). Ein kleiner Teil des Gemeindegebietes liegt östlich des Doubs und umfasst den steilen östlichen Talhang mit dem Waldgebiet Le Bannot. Mit 440 m wird am Rand des Hochplateaus von Bondeval, einem Ausläufer des Tafeljuras, die höchste Erhebung von Valentigney erreicht.
Zu Valentigney gehören verschiedene Ortsteile: 
- Les Buis (350 m) auf der Nordostabdachung der Hochfläche des Bois de Voujeaucourt, über dem Doubstal gegenüber von Audincourt
- Sous Roches (323 m) im Doubstal
- Villers-la-Boissière (327 m) am westlichen Rand des Doubstals am Fuß des Mont Roussot
- Pezole (348 m) an erhöhter Lage am Südosthang des Bois du Fouré
- Les Longines (327 m) im Doubstal
- Cités Blanches (330 m) auf der rechten Seite des Doubs am Fuß der Hochfläche von Bondeval

Heute ist fast der gesamte Talboden des Doubs überbaut, wobei es zwischen den Gebäudegruppen noch verschiedene kleinere Freiflächen gibt. Das Siedlungsgebiet von Valentigney ist mit denjenigen von Audincourt und Mandeure beinahe lückenlos zusammengewachsen.
Nachbargemeinden von Valentigney sind Audincourt im Norden und Osten, Seloncourt und Bondeval im Osten, Mandeure im Süden sowie Mathay und Voujeaucourt im Westen.

## Geschichte
Die frühesten Spuren der Anwesenheit des Menschen auf dem Gemeindegebiet von Valentigney gehen auf die Bronzezeit zurück (Abri Payot de la Baume). Auch während der Römerzeit bestanden in der Talebene Siedlungen dank der Nähe zu Epomanduodurum (Mandeure).
Erstmals urkundlich erwähnt wird Valentigney im 12. Jahrhundert. Seit dem Mittelalter gehörte Valentigney zum Herrschaftsgebiet der Grafen von Montbéliard. Diese führten 1541 die Reformation ein. Mit der Annexion der Grafschaft Württemberg-Mömpelgard (Montbéliard) gelangte das Dorf 1793 endgültig in französische Hand.
Bis um die Mitte des 19. Jahrhunderts war Valentigney eine überwiegend landwirtschaftlich geprägte Gemeinde. Dann setzte eine rasche Entwicklung zum Industriestandort ein. Federführend waren dabei die Familien Peugeot und Japy. Peugeot gründete ein Stahl- und Walzwerk, das im Lauf der Zeit über die Herstellung von Eisenwaren aller Art (insbesondere Sägen und Werkzeug) zur Produktion von Fahrrädern und Zubehörteilen für die Automobilindustrie überging. Der Automobilbau wurde später nach Audincourt und Sochaux verlagert. Japy erlangte große Bedeutung als Spinnerei und Textilfabrik. Die Krise in der Industrie begann ab 1965 mit dem Niedergang der Textilfabriken und setzte sich in den 1970er Jahren bei den Peugeot-Fabriken fort. Dies führte zu einer Diversifizierung der Industrie und zur Ansiedlung neuer Branchen. Heute gehört Valentigney zum Gemeindeverband Pays de Montbéliard Agglomération.

## Bevölkerung
Mit 10.624 Einwohnern (1. Januar 2022) gehört Valentigney zu den größten Gemeinden des Départements Doubs. Von 1850 bis 1930 zeigte die Einwohnerzahl ein kontinuierliches Wachstum. Danach folgte eine Zeit der Stagnation, die bis Mitte der 1950er Jahre anhielt. Etwa ab 1955 setzte erneut ein starkes Wachstum ein (Verdoppelung der Einwohnerzahl innerhalb von acht Jahren), so dass die Bevölkerungszahl um 1960 die 10.000-Einwohner-Grenze überschritt. Mit knapp 15.000 Einwohnern wurde Mitte der 1970er Jahre der bisherige Höchststand erreicht. Die Wirtschaftskrise und die Restrukturation der Industrie im Pays de Montbéliard in der Zeit von 1975 bis 1990 führten dazu, dass viele Arbeiter mit ihren Familien wegzogen. Demzufolge wurde ein deutlicher Bevölkerungsrückgang verzeichnet. Bis heute hält der rückläufige Trend an. 
| Jahr                       | 1962   | 1968   | 1975   | 1982   | 1990   | 1999   | 2006   | 2019   | 2021   |
| Einwohner                  | 11.241 | 12.895 | 14.894 | 14.362 | 13.133 | 12.486 | 11.531 | 11.272 | 10.765 |
| Quellen: Cassini und INSEE |        |        |        |        |        |        |        |        |        |

## Sehenswürdigkeiten
Die lutherische Kirche (Église luthérienne|Temple protestant) wurde von 1892 bis 1893 nach Plänen Charles-Frédéric Surleaus mit finanzieller Unterstützung der Industriellenfamilien neu erbaut. Die Buntglasfenster stifteten 1893 Vater und Sohn Schlumberger aus Belfort bis auf die zwei im Querschiff, die Witwe Beyer aus Besançon finanzierte. Die Orgel stiftete 1897 Élisabeth Peugeot, Tochter Armand Peugeots. Die jetzige lutherische Kirche ist in der zeitlichen Abfolge bereits das dritte Gotteshaus seiner Art am Orte. Die Katholiken versammeln sich zu den Gottesdiensten in der Kirche St. Michael (Église Saint-Michel).
In einem ehemaligen Bauernhaus, das ursprünglich von 1766 stammte und 1896 vergrößert wurde, befindet sich das Musée de la paysannerie et des vieux métiers, in dem das bäuerliche Leben des einstigen Valentigney gezeigt wird.

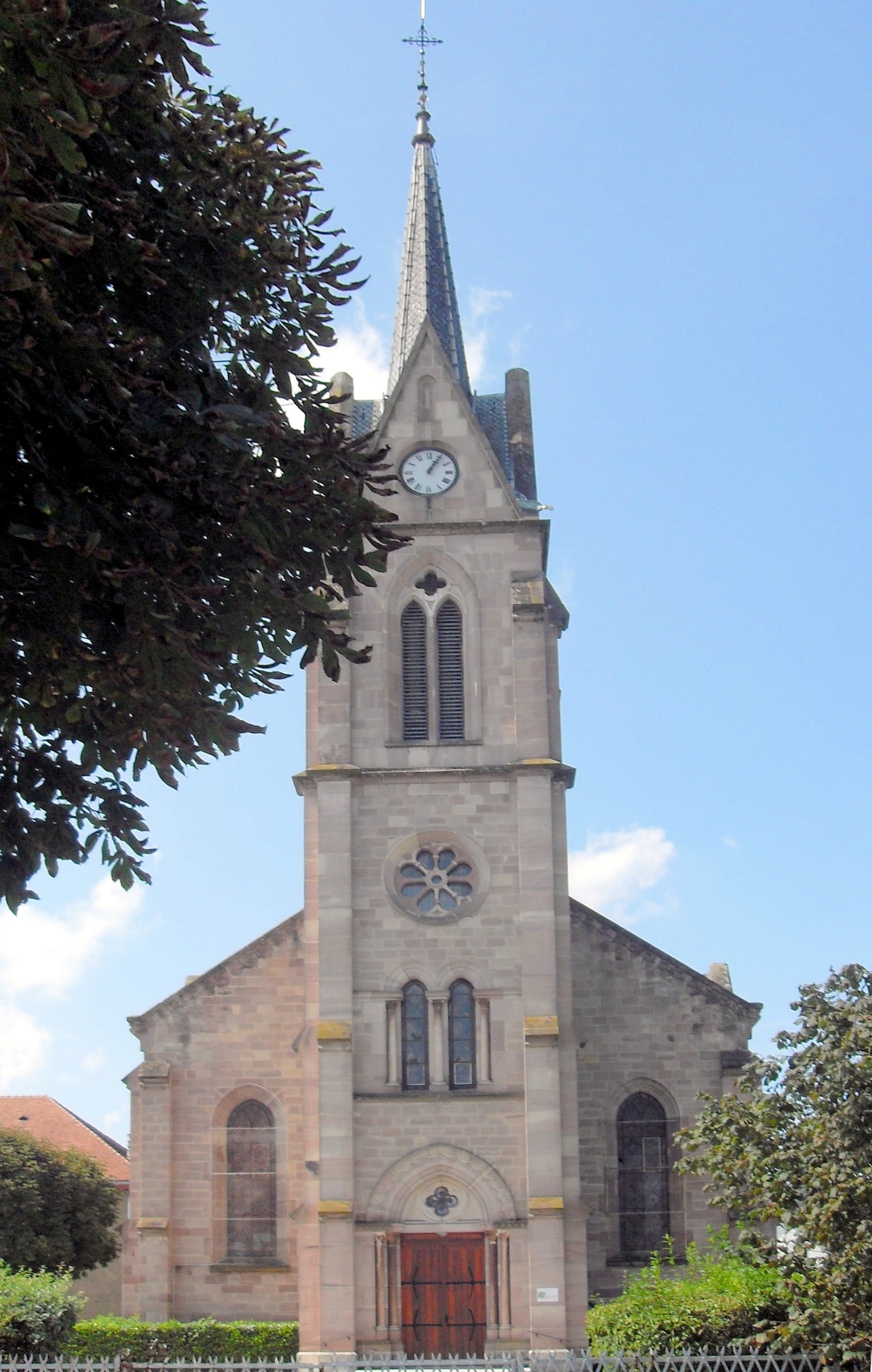
Lutherische Kirche
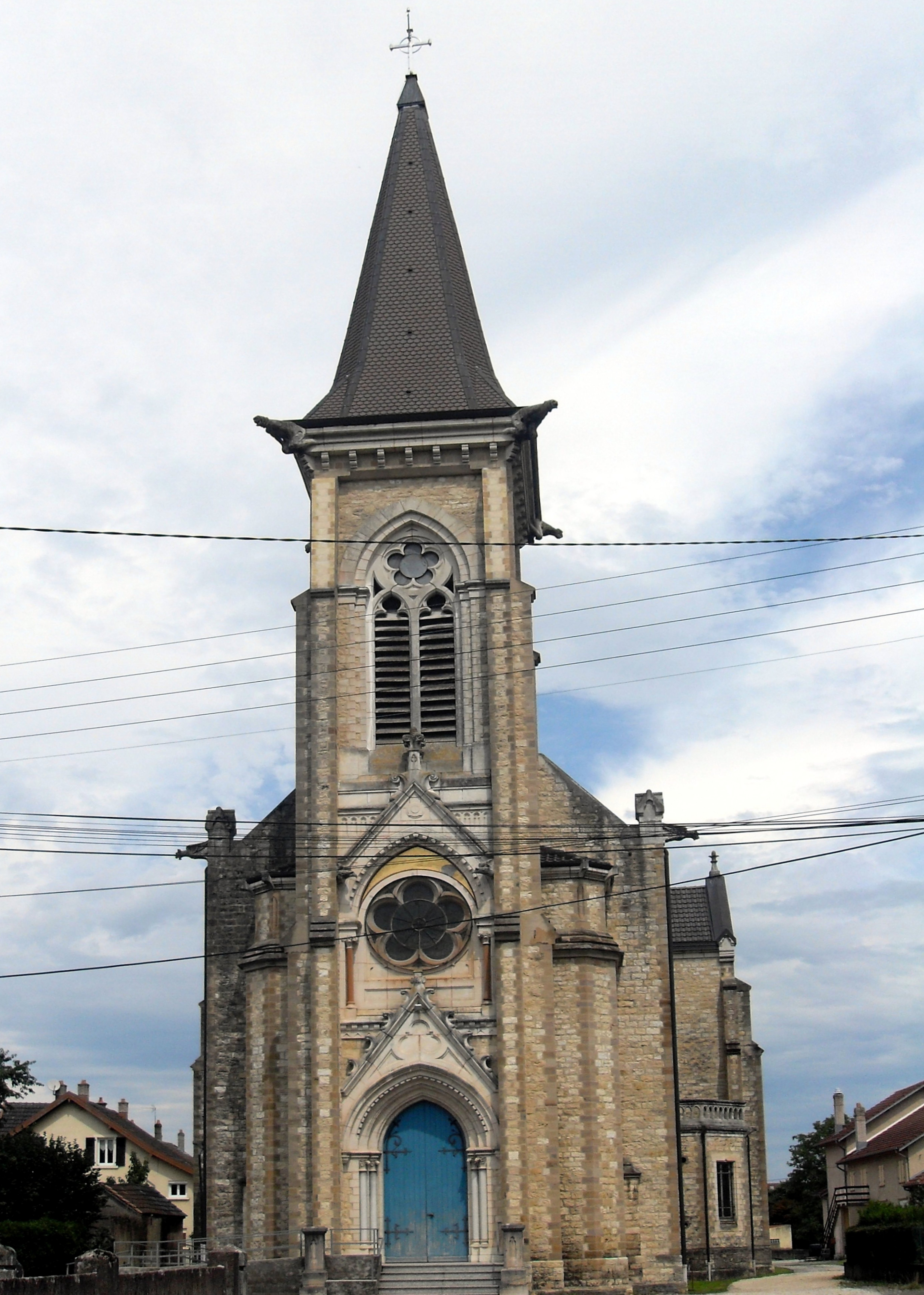
Kirche St. Michael
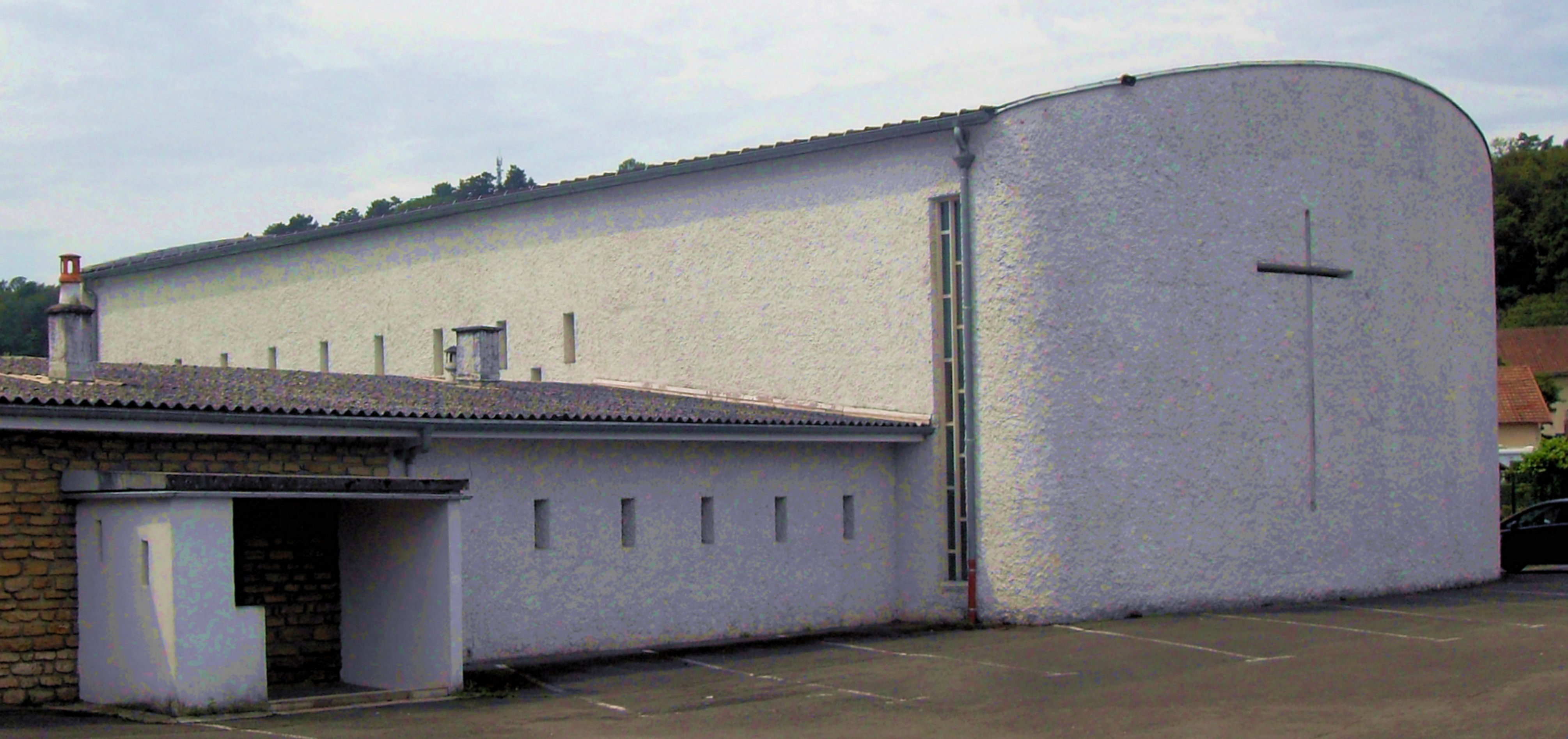
Kapelle Notre-Dame

## Wirtschaft und Infrastruktur
Um die Mitte des 19. Jahrhunderts entwickelte sich Valentigney zu einer industriell geprägten Gemeinde. Die Industrie- und Gewerbeareale konzentrieren sich in der Talebene entlang dem Doubs, insbesondere auf der rechten Talseite gegenüber dem alten Ortskern. Nach der Schließung verschiedener Betriebe seit den 1970er Jahren diversifizierte sich die Industrie, und nicht mehr benutzte Industriezonen wurden neuen Nutzungen zugeführt. Die Metallverarbeitung und Fahrzeugindustrie (Peugeot und Faurecia) haben weiterhin einen wichtigen Stellenwert in Valentigney. Zu den Produkten gehören die Herstellung von Werkzeug, Fahrrädern, Zubehörteilen für den Fahrzeugbau (insbesondere Automatikgetriebe, Achsen, Auspuffrohre). Zusammen mit der Gemeinde Voujeaucourt teilt sich Valentigney im Bois de Voujeaucourt das Versuchszentrum und die Pistenanlagen für die Peugeot-Gruppe. Zu den weiteren wichtigen Industriezweigen zählen das Baugewerbe und die Mikromechanik. Ferner gibt es zahlreiche Unternehmen, die im Dienstleistungssektor tätig sind sowie verschiedene große Einkaufszentren, spezialisierte Geschäfte sowie zahlreiche Geschäfte des Einzelhandels für den täglichen Bedarf. Valentigney ist Standort zweier Collèges und eines Gymnasiums.
Die Ortschaft wird zwar nicht von einer größeren Durchgangsstraße gequert, ist aber durch die Hauptstraße N437, die auf der östlichen Talseite des Doubs von Audincourt nach Pont-de-Roide-Vermondans führt, trotzdem gut erschlossen. Der nächste Anschluss an die Autobahn A36 befindet sich in einer Entfernung von ungefähr 5 km. Weitere Straßenverbindungen bestehen mit Voujeaucourt, Mathay und Seloncourt. Mit der Stadt Montbéliard und den umliegenden Gemeinden ist Valentigney durch mehrere Buslinien verbunden.

## Sport
Die AS Valentigney war in den Jahrzehnten zwischen den Weltkriegen der dominierende Fußballverein der Region – bevor der FC Sochaux ihr mit der Einführung des Professionalismus diesen Rang ablief – und besaß mit dem Stade des Longines ab 1920 eine der bestausgestatteten Spielstätten Frankreichs. 1926 erreichte sie sogar das Endspiel des französischen Pokals.

## Persönlichkeiten
- Jules Rolland (1877–1929), Turner
- Georges Boillot (1884–1916), Autorennfahrer und Kampfflieger im Ersten Weltkrieg
- Jules Goux (1885–1965), Automobilrennfahrer
- André Boillot (1891–1932), Autorennfahrer
- Bernard Morel (1921–1996), Schweizer evangelischer Geistlicher und Hochschullehrer
- Roland Peugeot (1926–2016), Industrieller